# Lactate de sodium
Le lactate de sodium est un sel de sodium et d'acide lactique. Il est produit par fermentation d'une source de sucres telle que le maïs puis la neutralisation du lactate de sodium conduit à la formation du composé de formule brute NaC3H5O3.
Dès 1836, le lactate de sodium était plutôt considéré comme étant un sel d'acide faible plutôt qu'une base. En outre, l'on savait déjà que les ions lactate devaient être métabolisés par le foie avant que le sodium puisse présenter une quelconque activité titrante.

## Usage
En tant qu'additif alimentaire, le lactate de sodium est connu sous le nom E325 et se présente naturellement sous forme liquide, cependant, il est aussi disponible sous forme de poudre. Il présente des effets de conservateur et de régulateur de pH.
Le lactate de sodium est parfois employé dans les  shampooings ainsi que d'autres produits similaires tels que les savons liquides du fait qu'il s'agit d'un absorbeur d'humidité et d'un agent hydratant efficace.
Il fait partie de la liste des médicaments essentiels de l'Organisation mondiale de la santé (liste mise à jour en avril 2013).